# Liopeltis rappi
Liopeltis rappi är en ormart som beskrevs av Günther 1860. Liopeltis rappi ingår i släktet Liopeltis och familjen snokar. Inga underarter finns listade i Catalogue of Life.
Denna orm förekommer i Himalayas låga delar i Nepal och Indien (delstaterna Himachal Pradesh och Sikkim). En individ upptäcktes vid 360 meter över havet. Habitatet utgörs av tropiska skogar och av odlingsmark. Honor lägger ägg.
För beståndet är inga hot kända. Arten hittades endast vid ett fåtal tillfällen. IUCN kategoriserar arten globalt som otillräckligt studerad.